# روبيانيات مسننة الخطم
روبيانيات مسننة الخطم ذات لوامس فكية أو أُحادية قديمة (الاسم العلمي: Palaemonidae)، فصيلة روبيان من رتبة عشاريات الأرجل. العديد من أنواعها آكلة اللحوم التي تأكل اللافقاريات الصغيرة، ويمكن العثور عليها في أي موطن مائي باستثناء أعماق البحار.